# Fusil Vetterli
Los Vetterli fueron una serie de fusiles de cerrojo, empleados por el Ejército suizo desde 1869 hasta 1889, cuando fueron reemplazados por los fusiles Schmidt-Rubin. El Regio Esercito también empleó fusiles Vetterli modificados.
Los Vetterli suizos combinaban el depósito tubular del Winchester Modelo 1866 con un cerrojo que por primera vez llevaba dos tetones de acerrojado en su parte posterior. Este novedoso modelo de cerrojo era una importante mejora respecto a los sencillos cerrojos de los fusiles Dreyse y Chassepot. El Vetterli también fue el primer fusil de cerrojo en tener un cerrojo con amartillamiento automático y emplear un cartucho de pequeño calibre.
Debido a la decisión tomada por el Consejo Federal Suizo a inicios de 1866 de equipar al ejército con un fusil de cerrojo, los fusiles Vetterli eran, al momento de su entrada en servicio, los fusiles militares más avanzados en Europa. El Vetterli reemplazó a los fusiles Milbank-Amsler 1864/67 calibre 10,4 mm, que eran conversiones a retrocarga de los anteriores fusiles de avancarga suizos. 

## Fusil Vetterli Modelo 1867
El Modelo 1867, el primer fusil de la serie Vetterli, fue aceptado en servicio en febrero de 1868. El Modelo 1867, al igual que sus sucesores, tenía un depósito tubular de 12 cartuchos bajo el cañón y un cerrojo. La principal característica distintiva del Vetterli Modelo 1867 era su martillo externo. 

## Fusil Vetterli Modelo 1868
Antes que el Modelo 1867 entrara en producción por completo, el director técnico de la firma SIG, Friedrich Vetterli actualizó el fusil al reemplazar el martillo externo con un resorte dentro del cerrojo que amartillaba el percutor, instalar una abrazadera delantera redondeada y ubicar la baqueta en el lado izquierdo. Rápidamente se descubrió que la baqueta se dañaba con facilidad en su nueva ubicación, por lo que fue reubicada bajo el cañón. Este fusil fue designado como Modelo 1869.   

## Fusiles Vetterli Modelo 1869 y 69/71

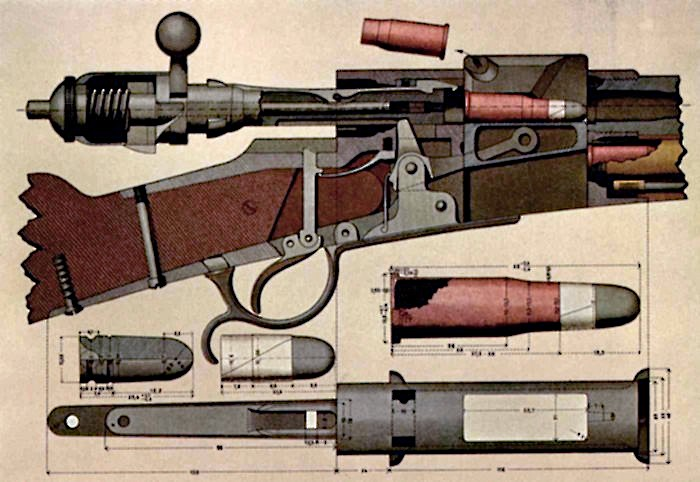
Diagrama del cerrojo y el cajón de mecanismos del Vetterli

El Vetterli Modelo 1869 (Repetiergewehr Vetterli Modell 1869, en alemán) fue el primer modelo de los fusiles Vetterli que entró en producción masiva. Fue diseñado por Johann-Friedrich Vetterli (1822–1882), un armero suizo que trabajó en Francia e Inglaterra antes de llegar a ser director de la fábrica de armas Schweizerische Industrie Gesellschaft en Neuhausen, Suiza. Él también adaptó su fusil para crear una variante monotiro que disparaba un cartucho de percusión central, comprada por el Regio Esercito. En 1871, el Vetterli Modelo 1869 fue actualizado al retirarle la portilla de carga y el resorte del elevador. Los fusiles modificados fueron designados como Vetterli Modelo 1869/71.

## Fusil Vetterli Modelo 1871
Incluso durante la fabricación del Modelo 1869/71, entró en producción un nuevo fusil Modelo 1871. En este se omitieron algunas piezas redundantes y tenía un alza modificada, así como un cañón y abrazaderas de hierro más resistentes. Pesaba 4,75 kg y se fabricaron 77.300 fusiles Modelo 1871.

## Tercerola Vetterli Modelo 1871
La variante tercerola (Stutzer, en alemán) del fusil Vetterli Modelo 1871 fue empleada para equipar a las compañías de Scharfschützen (francotiradores, en alemán) del Ejército. La tercerola estaba equipada con un sensible conjunto de gatillo doble Stecher y tenía un cañón más corto.  

## Carabina Vetterli Modelo 1871
La carabina de Caballería (Kavallerie-Repetierkarabiner, en alemán) fue otra versión acortada del fusil Vetterli Modelo 1871 destinada a la Caballería, que en aquel entonces todavía estaba armada con pistolas de percusión.

## Fusil Vetterli Modelo 1878 y tercerola Vetterli Modelo 1881
Para acelerar la lenta producción de los fusiles Vetterli, las autoridades federales construyeron en 1875 una nueva fábrica de armas en Berna, la Eidgenössische Waffenfabrik (W+F). Esta fábrica produjo el fusil Vetterli Modelo 1878. Sus 25 mejoras incluían una nueva bayoneta y riel para bayoneta, mecanismos de puntería mejorados y un gancho para el dedo sobre el guardamonte. También se produjo una variante tercerola con conjunto de doble gatillo o Stecher, que en los otros aspectos era igual al fusil.  

## Vetterli M1870 italiano
El Regio Esercito adoptó en 1870 un fusil Vetterli modificado, que era monotiro. Al contrario del fusil suizo, disparaba el cartucho de percusión central 10,35 x 47 R 

### Vetterli-Vitali M1870/87
En 1887, el Regio Esercito actualizó sus fusiles monotiro Vetterli M1870 con un cargador Vitali de cuatro cartuchos.

### Vetterli M1870/87/15
Durante la Primera Guerra Mundial, al igual que muchos países, Italia padeció una escasez de fusiles militares modernos. Como una medida provisoria, cientos de miles de fusiles Vetterli-Vitali y unas cuantas carabinas y mosquetones fueron recalibrados en Roma y Gardone para disparar el cartucho 6,5 x 52 Mannlicher-Carcano, añadiéndoles una funda de calibre 6,5 mm en el ánima del cañón y un cargador similar al del fusil Carcano M91. Estas conversiones nunca fueron ideadas para disparar por largos períodos de tiempo el cartucho estándar 6,5 x 52 Mannlicher-Carcano, ya que al estar cargado con pólvora sin humo genera mayores presiones que el 10,35 x 47 R cargado con pólvora negra, aunque han superado sin dificultad las modernas pruebas de resistencia de la CIP.

## Uso civil
Los fusiles Vetterli sobrantes fueron empleados en "grandes cantidades" por civiles estadounidenses para cazar ciervos hasta 1972.